# William Henry Preece
Sir William Henry Preece, född 15 februari 1834 i Caernarfon, Gwynedd, död där 6 november 1913, var en walesisk elektrotekniker. 
Preece var chefsingenjör vid British General Post Office 1892–1899. Han gjorde värdefulla uppfinningar inom telegraf- och telefonväsendet samt författade Textbook of Telegraphy (tillsammans med James Sivewright, 1876) och Textbook of Telephone (tillsammans med Julius Maier, 1889). Han fick 1899 knightvärdighet.